# Copa Mariano Reyna-Rosario Miguel Culaciati
Las copas Mariano Reyna y Rosario fueron torneos oficiales interligas que disputaron los seleccionados de la Asociación Argentina de Football (posteriormente Asociación del Fútbol Argentino), bajo la denominación de Porteños, y la Liga Rosarina de Football (posteriormente Asociación Rosarina de Fútbol). El año de inicio de estas competencias fue 1912; se disputaban alternando localía año a año, y, en caso de empate, el último campeón retenía el título. Los futbolistas jugaban en la selección a la que respondía su club, sin importar dónde habían nacido. Estas contiendas despertaron mucho interés durante las décadas de 1910 y 1920; con el avenimiento del profesionalismo, fueron decayendo, ya sea tanto porque se perdió representatividad al jugar muchos rosarinos para Porteños y capitalinos para Rosario, como que los calendarios cada vez más demandantes hacían que los dirigentes de los clubes se mostraran reacios a ceder a los futbolistas.

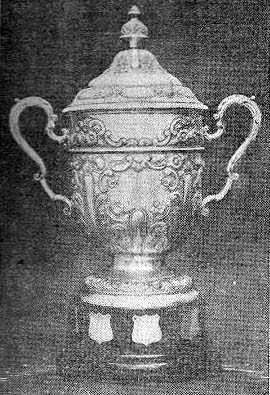
El trofeo de la Copa Mariano Reyna, que disputaban Rosarinos y Porteños.

## Copa Mariano Reyna
Este trofeo fue cedido por Mariano Reyna, quien fuera futbolista de Alumni y en 1912 era vicepresidente de la Asociación Argentina de Football. Se disputaron 24 ediciones.

### Detalle de partidos
| Edición | Fecha | Estadio           | Ciudad       | Resultado            | Goleadores                                |
| ------- | ----- | ----------------- | ------------ | -------------------- | ----------------------------------------- |
| 1912    | 09-06 | Gimnasia          | Buenos Aires | Porteños 3-Rosario 4 |                                           |
| 1913    | 06-07 | Argentino         | Rosario      | Rosario 4-Porteños 4 |                                           |
| 1914    | 27-09 | Racing            | Buenos Aires | Porteños 2-Rosario 1 |                                           |
| 1915    | 08-08 | Newell's          | Rosario      | Rosario 2-Porteños 3 |                                           |
| 1916    | 18-06 | Gimnasia BA       | Buenos Aires | Porteños 2-Rosario 1 | Marius Hiller (2, P), Carlos Guidi (R)    |
| 1917    | 16-12 | Gimnasia          | Rosario      | Rosario 3-Porteños 1 |                                           |
| 1918    | 15-05 | Gimnasia          | Buenos Aires | Porteños 0-Rosario 3 | Harry Hayes, J. Libonatti, J. Francia (R) |
| 1919    | 14-09 | Gimnasia          | Rosario      | Rosario 2-Porteños 0 | Umberto Libonatti (2) (R)                 |
| 1920    | 09-07 | Sp. Barracas      | Buenos Aires | Porteños 0-Rosario 0 |                                           |
| 1921    | 30-08 | Newell's          | Rosario      | Rosario 2-Porteños 0 | Blas Saruppo, Gabino Sosa (R)             |
| 1922    | 09-07 | Sportivo Barracas | Buenos Aires | Porteños 2-Rosario 1 | Gaslini (p) (P)                           |
| 1923    | 24-06 | Newell's          | Rosario      | Rosario 3-Porteños 2 | Ernesto Celli (3) (R)                     |
| 1924    | 15-08 | Sp. Barracas      | Buenos Aires | Porteños 0-Rosario 5 | E. Bonzi (2), V. Aguirre (2), G. Sosa (R) |
| 1925    | 15-05 | Newell's          | Rosario      | Rosario 1-Porteños 0 | Vicente Aguirre (R)                       |
| 1927    | 19-06 | Newell's          | Rosario      | Rosario 2-Porteños 0 | Luis Indaco (2) (R)                       |
| 1928    | 01-11 | Boca Juniors      | Buenos Aires | Porteños 6-Rosario 0 |                                           |
| 1930    | 01-07 | Rosario Central   | Rosario      | Rosario 1-Porteños 4 |                                           |
| 1931    | 25-05 | Sportivo Barracas | Buenos Aires | Porteños 1-Rosario 0 |                                           |
| 1936    | 09-07 | Newell's          | Rosario      | Rosario 6-Porteños 1 | E. Gómez (4), L. Amaya, de la Mata(R)     |
| 1937    | 25-05 | Independiente     | Avellaneda   | Porteños 5-Rosario 3 |                                           |
| 1938    | 25-05 | Newell's          | Rosario      | Rosario 2-Porteños 2 | Eduardo Gómez (2) (R)                     |
| 1940    | 30-12 | San Lorenzo       | Buenos Aires | Porteños 1-Rosario 3 | Monestés (2), Fiori (R)                   |
| 1942    | 03-01 | San Lorenzo       | Buenos Aires | Porteños 7-Rosario 3 |                                           |
| 1944    | 15-08 | Newell's          | Rosario      | Rosario 0-Porteños 3 |                                           |

### Palmarés

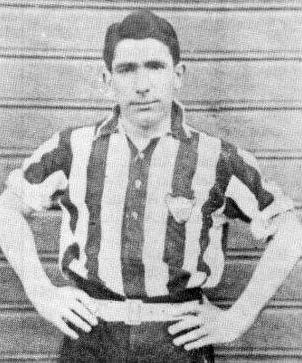
Mariano Reyna, en su etapa como futbolista, vistiendo los colores de Alumni.

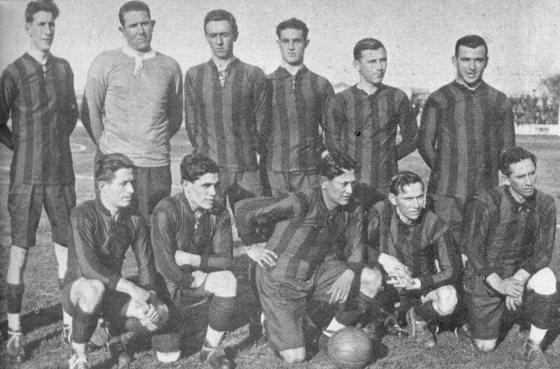
Selección de Rosario en 1923; agachados se encuentran los delanteros del conjunto: Julio Libonatti, Antonio Miguel, Gabino Sosa, Ennis Hayes y Juan Francia.

- Rosario: 13 títulos (1912, 1913, 1917, 1918, 1919, 1920, 1921, 1923, 1924, 1925, 1927, 1936, 1940).

- Porteños: 11 títulos (1914, 1915, 1916, 1922, 1929, 1930, 1931, 1937, 1938, 1942, 1944).

### Estadísticas
- Partidos jugados: 24: ganados por Rosario: 11; ganados por Porteños: 10; empatados: 3
- Goles: convertidos por Rosario: 51; convertidos por Porteños: 46
- Máximas goleadas: a favor de Rosario: 5-0 (en 1924), 6-1 (en 1936); a favor de Porteños: 6-0 (en 1929)
- Más títulos consecutivos: Rosario: 5 (desde 1917 a 1921); Porteños: 3, en dos ocasiones (desde 1914 a 1916 y desde 1929 a 1931)

## Copa Rosario "Miguel Culaciati"
Este trofeo fue cedido por Miguel Culaciati, por entonces intendente de la ciudad de Rosario. Se disputaron 25 ediciones.

### Detalle de partidos
| Edición | Fecha | Estadio           | Ciudad       | Resultado             | Goleadores                                         |
| ------- | ----- | ----------------- | ------------ | --------------------- | -------------------------------------------------- |
| 1912    | 13-10 | Argentino         | Rosario      | Rosario 1-Porteños 3  |                                                    |
| 1913    | 03-08 | Racing Club       | Avellaneda   | Porteños 6-Rosario 3  |                                                    |
| 1915    | 05-09 | Gimnasia          | Buenos Aires | Porteños 3-Rosario 1  |                                                    |
| 1916    | 24-09 | Gimnasia          | Rosario      | Rosario 2-Porteños 0  | Carlos Guidi (2)                                   |
| 1917    | 15-07 | Racing Club       | Avellaneda   | Porteños 2-Rosario 2  |                                                    |
| 1918    | 09-07 | Newell's          | Rosario      | Rosario 1-Porteños 3  |                                                    |
| 1919    | 10-08 | Gimnasia          | Buenos Aires | Porteños 1-Rosario 0  |                                                    |
| 1920    | 29-06 | Newell's          | Rosario      | Rosario 2-Porteños 0  | Atilio Badalini (2) (R)                            |
| 1921    | 18-09 | Boca Jrs.         | Buenos Aires | Porteños 0-Rosario 1  | Gabino Sosa (R)                                    |
| 1922    | 26-11 | Newell's          | Rosario      | Rosario 1-Porteños 0  |                                                    |
| 1923    | 29-06 | Sportivo Barracas | Buenos Aires | Porteños 0-Rosario 0  |                                                    |
| 1924    | 12-10 | Gimnasia          | Rosario      | Rosario 3-Porteños 2  | Del Toro (2), Salcedo (R); Passadore, Santos       |
| 1925    | 09-08 | Sportivo Barracas | Buenos Aires | Porteños 2-Rosario 3  | Luis Indaco (2), Bearzotti (R)                     |
| 1926    | 09-07 | Rosario Central   | Rosario      | Rosario 2-Porteños 2  | Julio Libonatti, Natalio Molinari (R)              |
| 1927    | 25-05 | River Plate       | Buenos Aires | Porteños 0-Rosario 2  | Luis Indaco, Sebastián Medina (R)                  |
| 1928    | 30-08 | Rosario Central   | Rosario      | Rosario 0-Porteños 2  |                                                    |
| 1930    | 01-05 | River Plate       | Buenos Aires | Porteños 1-Rosario 0  |                                                    |
| 1931    | 25-05 | Rosario Central   | Rosario      | Rosario 10-Porteños 0 |                                                    |
| 1935    | 20-06 | Independiente     | Avellaneda   | Porteños 2-Rosario 2  | José Fabrini (2) (R)                               |
| 1936    | 02-08 | San Lorenzo       | Buenos Aires | Porteños 4-Rosario 1  | Sastre, Zozaya, Moreno, E. García(P);de la Mata(R) |
| 1937    | 29-06 | Rosario Central   | Rosario      | Rosario 1-Porteños 2  |                                                    |
| 1938    | 29-06 | San Lorenzo       | Buenos Aires | Porteños 3-Rosario 2  |                                                    |
| 1940    | 15-08 | Newell's          | Rosario      | Rosario 5-1 Porteños  | F. Casán (P); Eduardo Gómez (4) (R)                |
| 1941    | 27-12 | Newell's          | Rosario      | Rosario 1-Porteños 3  |                                                    |
| 1942    | 28-12 | San Lorenzo       | Buenos Aires | Porteños 1-Rosario 2  | Waldino Aguirre, Juan Silvano Ferreyra (R)         |

### Palmarés
- Rosario: 13 títulos (1916, 1917, 1920, 1921, 1922, 1923, 1924, 1925, 1926, 1927, 1931, 1935, 1944).

- Porteños: 12 títulos (1912, 1913, 1915, 1918, 1919, 1928, 1930, 1936, 1937, 1938, 1940, 1941).

### Estadísticas

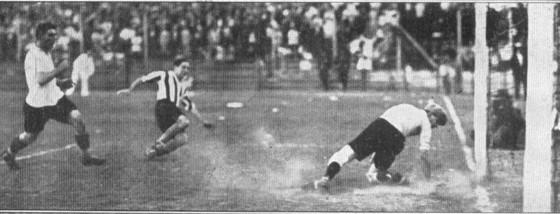
Gol de Rosario por la Copa Culaciati 1924.

- Partidos jugados: 25: ganados por Rosario: 9; ganados por Porteños: 12; empatados: 4
- Goles: convertidos por Rosario: 48; convertidos por Porteños: 41
- Máximas goleadas: a favor de Rosario: 10-0 (en 1931); a favor de Porteños: 6-3 (en 1913)
- Más títulos consecutivos: Rosario: 8 (desde 1920 a 1927); Porteños: 5 (desde 1936 a 1938, 1940 y 1941)